# サターン・アウトルック
アウトルック (OUTLOOK)は、GMが製造、サターンブランドで販売されていた自動車である。

## 概要
2006年、ニューヨーク国際オートショーにおいて発表。プラットフォームは、GM ラムダプラットフォームを採用した。
2006年5月24日、サターン・リレイの後継車として生産開始。
3列8人または7人乗りで、2列目については、3人乗りの5:4分割可倒式シートと、2人乗りのキャプテンシートを選択することができる。
エンジンは、V型6気筒 3.6L DOHC 24バルブ HFV6型エンジンを採用し、6速ハイドラマチック 6T70オートマチックトランスミッションが組み合わせられる。駆動方式については、前輪駆動と四輪駆動のいずれかを選択することができる。
生産はほかのラムダプラットフォーム採用車と共に、ランシングのランシング・デルタ・タウンシップ組立工場において行われる。